# Gmina Twin Lakes (Iowa)

Położenie Gminy Twin Lakes w hrabstwie Calhoun

Gmina Twin Lakes (ang. Twin Lakes Township) – gmina w USA, w stanie Iowa, w hrabstwie Calhoun. Według danych z 2000 roku gmina miała 1434 mieszkańców.